# Astragalus gypsaceus
Astragalus gypsaceus är en ärtväxtart som beskrevs av Günther von Mannagetta und Lërchenau Beck. Astragalus gypsaceus ingår i släktet vedlar, och familjen ärtväxter. Inga underarter finns listade i Catalogue of Life.